# Xyris
Genre
Classification phylogénétique
Xyris est un genre de plantes à fleurs de la famille des Xyridaceae.

## Liste des espèces
1. Xyris andina Malme
2. Xyris ambigua Beyrich ex Kunth
3. Xyris arenicola
4. Xyris asperula
5. Xyris baldwiniana Schultes
6. Xyris bayardii
7. Xyris brevifolia Michaux
8. Xyris bulbosa
9. Xyris caroliniana Walter
10. Xyris chapmanii
11. Xyris communis
12. Xyris complanata R.Br.
13. Xyris decipiens N.E.Br.
14. Xyris difformis Chapman
15. Xyris drummondii Malme
16. Xyris elliottii Chapman
17. Xyris elongata  Rudge
18. Xyris exilis  Doust & B.J.Conn
19. Xyris fimbriata Elliott
20. Xyris flabelliformis Chapman
21. Xyris flexifolia  R.Br.
22. Xyris flexuosa
23. Xyris floridana
24. Xyris gracilis  R.Br.
25. Xyris gracillima  F.Muell.
26. Xyris inaequalis  N.A.Wakef.
27. Xyris indica  L.
28. Xyris indivisa  N.A.Wakef.
29. Xyris iridifolia
30. Xyris isoetifolia Kral,
31. Xyris jupicai Richard
32. Xyris juncea  R.Br.
33. Xyris lacera  R.Br.
34. Xyris lanata  R.Br.
35. Xyris laxiflora  F.Muell.
36. Xyris laxifolia Martius
37. Xyris longisepala Kral
38. Xyris louisianica
39. Xyris macrocephala
40. Xyris marginata  Rendle
41. Xyris montana Ries
42. Xyris muelleri  Malme
43. Xyris neglecta
44. Xyris operculata  Labill.
45. Xyris pallescens
46. Xyris panacea
47. Xyris papillosa
48. Xyris paradisiaca
49. Xyris pauciflora  Willd.
50. Xyris platylepis Chapman
51. Xyris roycei  N.A.Wakef.
52. Xyris scabrifolia R. M. Harper,
53. Xyris serotina Chapman
54. Xyris smalliana Nash
55. Xyris stricta Chapman,
56. Xyris subalata
57. Xyris tennesseensis Kral
58. Xyris torta Smith
59. Xyris ustulata  L.A.Nilsson